# Зіньківський замок
Зіньківський замок — залишки фортеці, що знаходяться у селі Зіньків (тепер Віньковецького району Хмельницької області).

## Історія

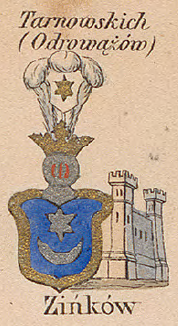
Зіньківський замок на мапі Зигмунда Герстмана

Один з найперших і найбільших замків які згадані в письмових джерелах.
1404 року замок був наданий шляхтичу Пйотру Шафранцю.
В 1430 році за військові заслуги король Владислав II Ягайло надав замок Пйотру Одровонжу. Замок був побудований на високій горі, оточений ровом. Замок на той час був добре укріплений, мав свого старосту, яким, зокрема деякий час був відомий Іван Лящ.
1524 року татари в кількості 12000 спалили місто і околиці, але замок витримав напад і був непошкоджений.
1530 року Зіньків був повітовим містом.
1594 року замок від Одровонжів перейшов до Сенявських.
1651 року під час козацьких воєн був значно зруйнований. За Зборівською угодою був прикордоним містом між Поділлям і Україною.
1671 року Ульріх фон Вердум у своєму журналі відмітив, що місто Зіньків повністю зруйноване, тільки де не де були залишки міських мурів і руїни 2 церков. Замок стояв пусткою, гарно збудований за формою чотирикутника з 4 вежами по кутах. Неподалік замку стояв татарський табір. Замок належав Граначинавському. Місто було внизу понад річкою.
1672 року замок як і все Поділля перейшов під владу османської Туреччини. Турки зміцнили і укріпили замок.
1673 року Сенявський відібрав замок у турків.
1776 року замок належав Чарторийському, був мурований і оточений ровом.
1784 року замок належав Людовику Віртемберському. Його син почав будувати палац.
У 1898 році замок був розібраний
В даний момент є тільки залишки однієї вежі Файл:Вид з замку на костел.jpg|міні|Вид з замку на костел

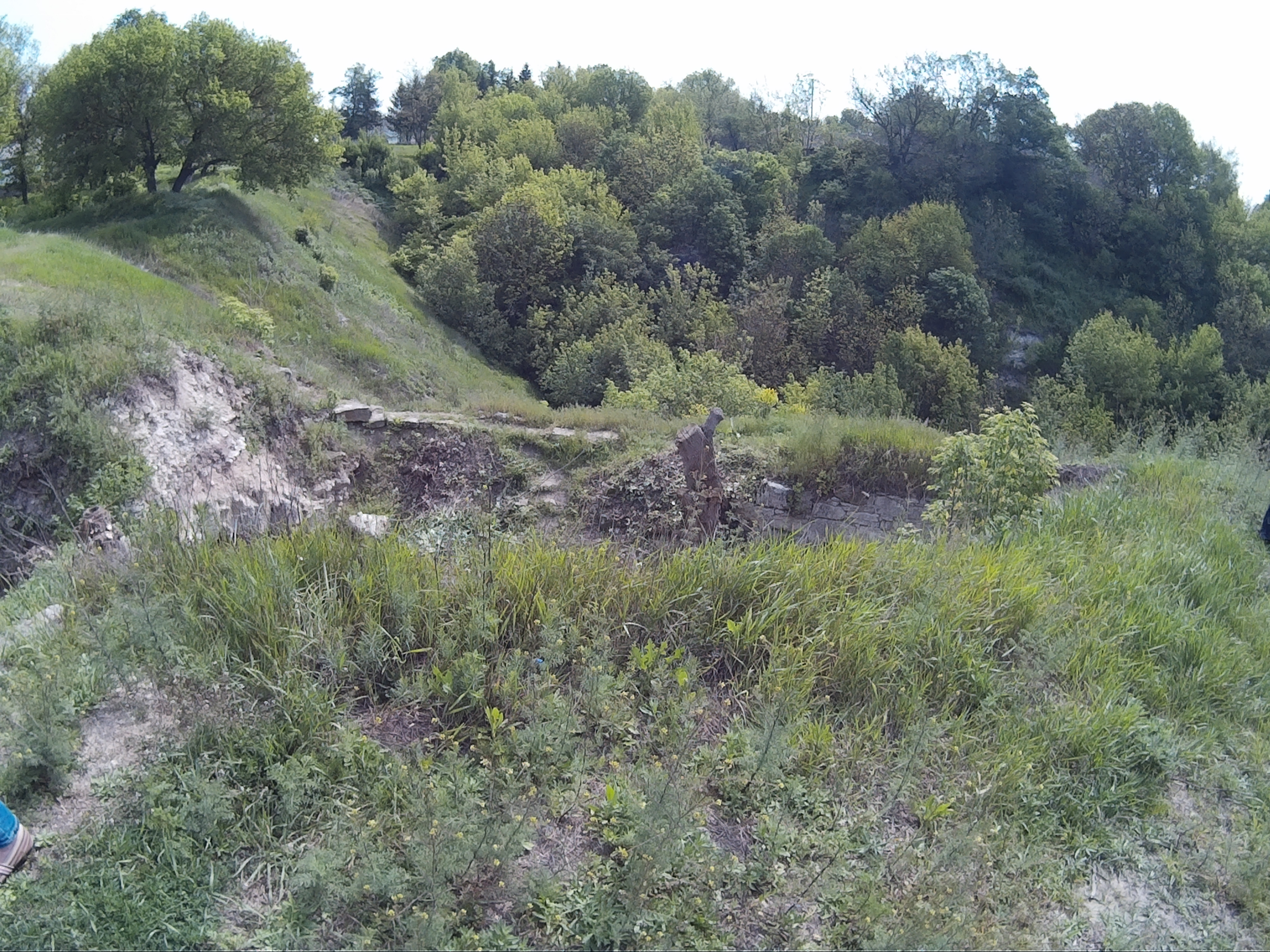
Замок
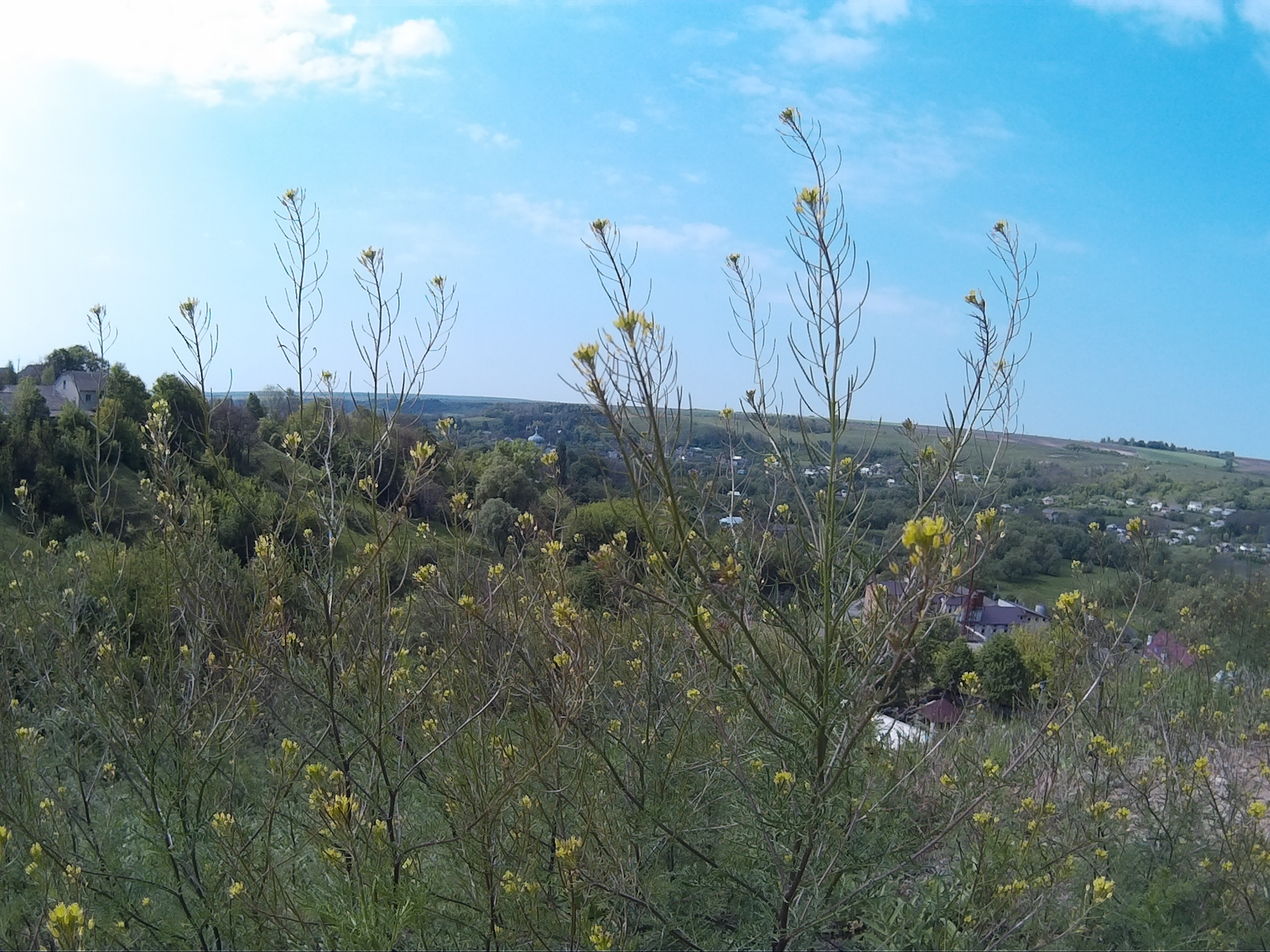
вид на пивзавод
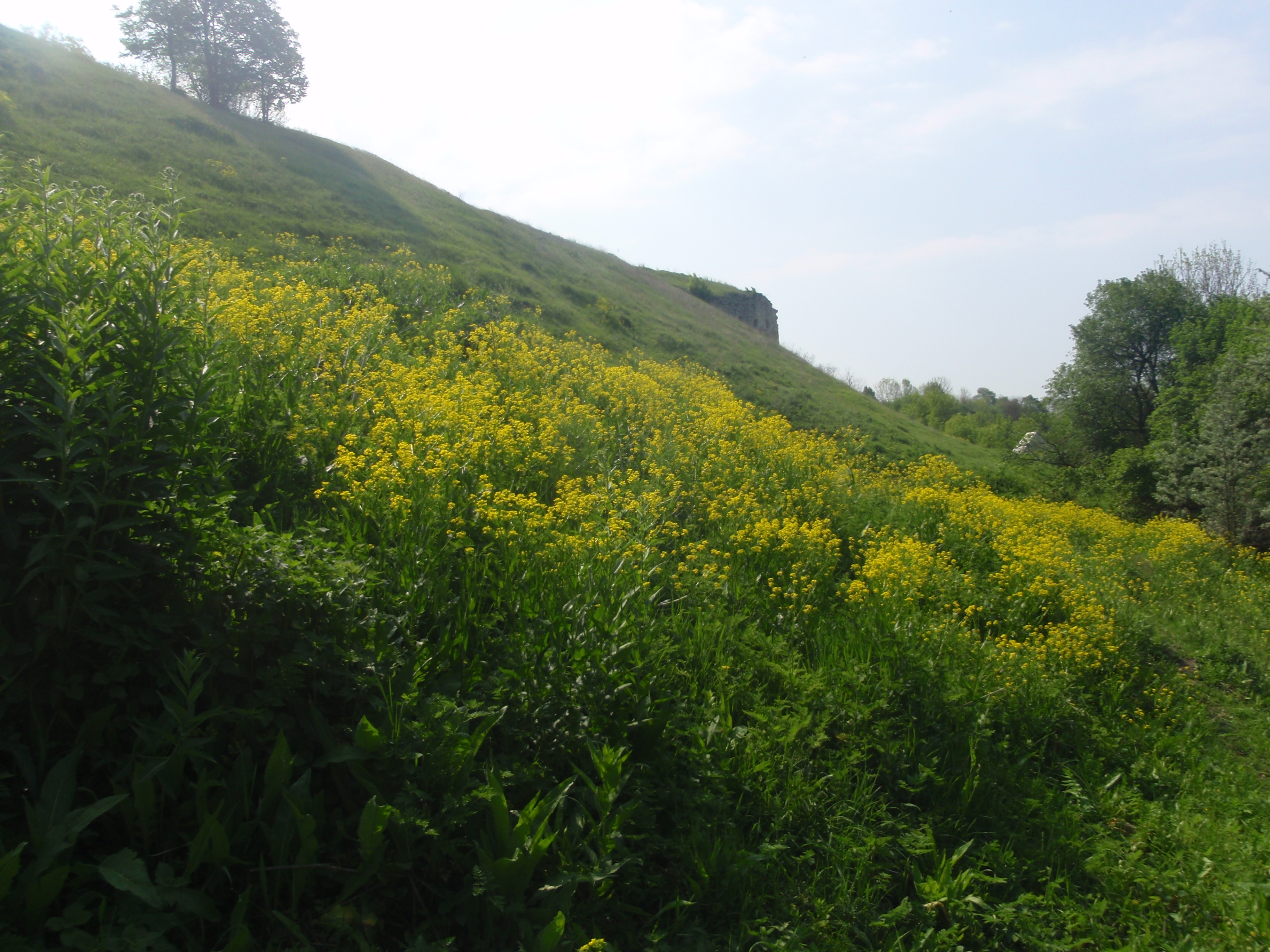
схил гори
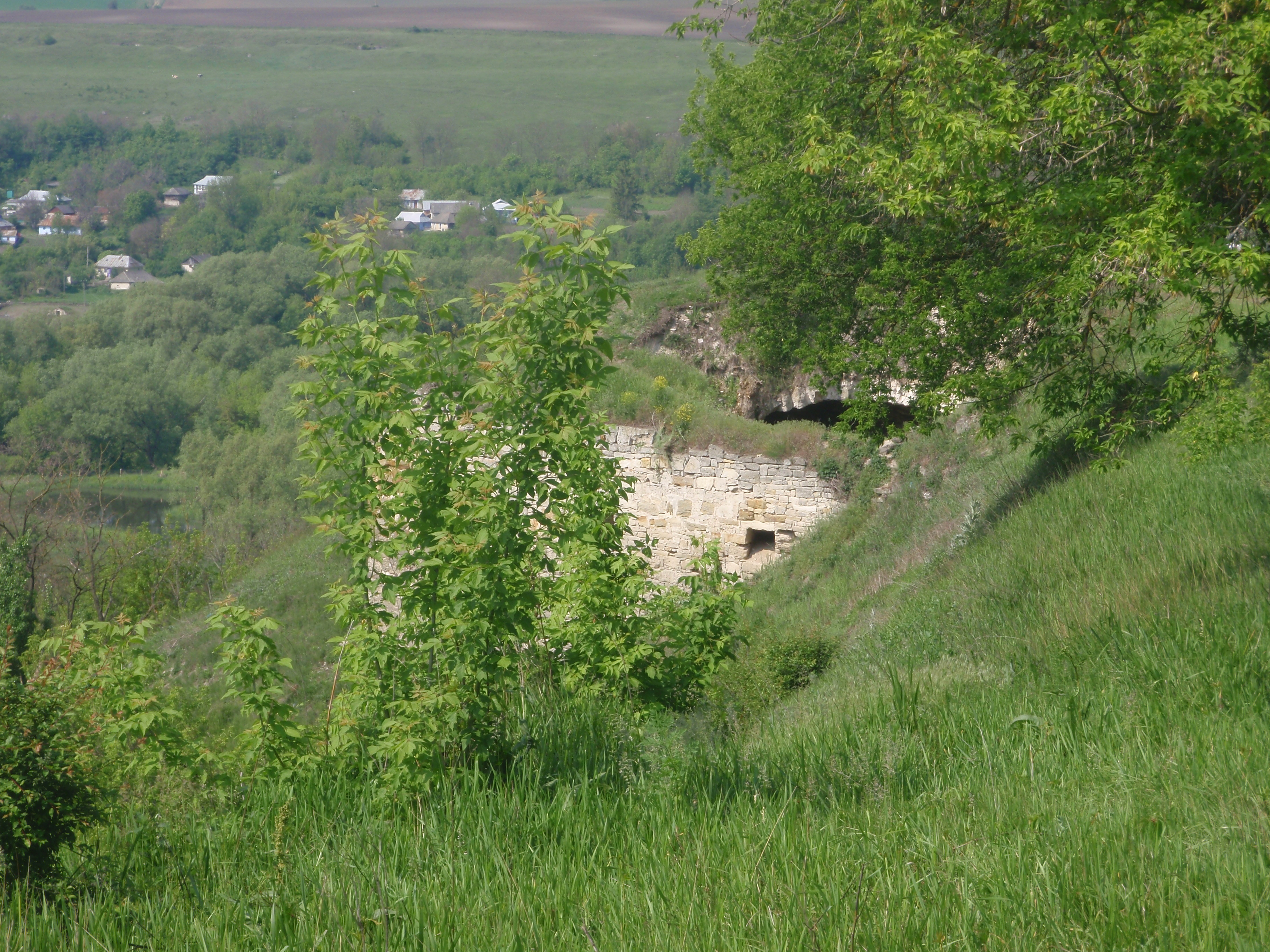
вежа поблизу
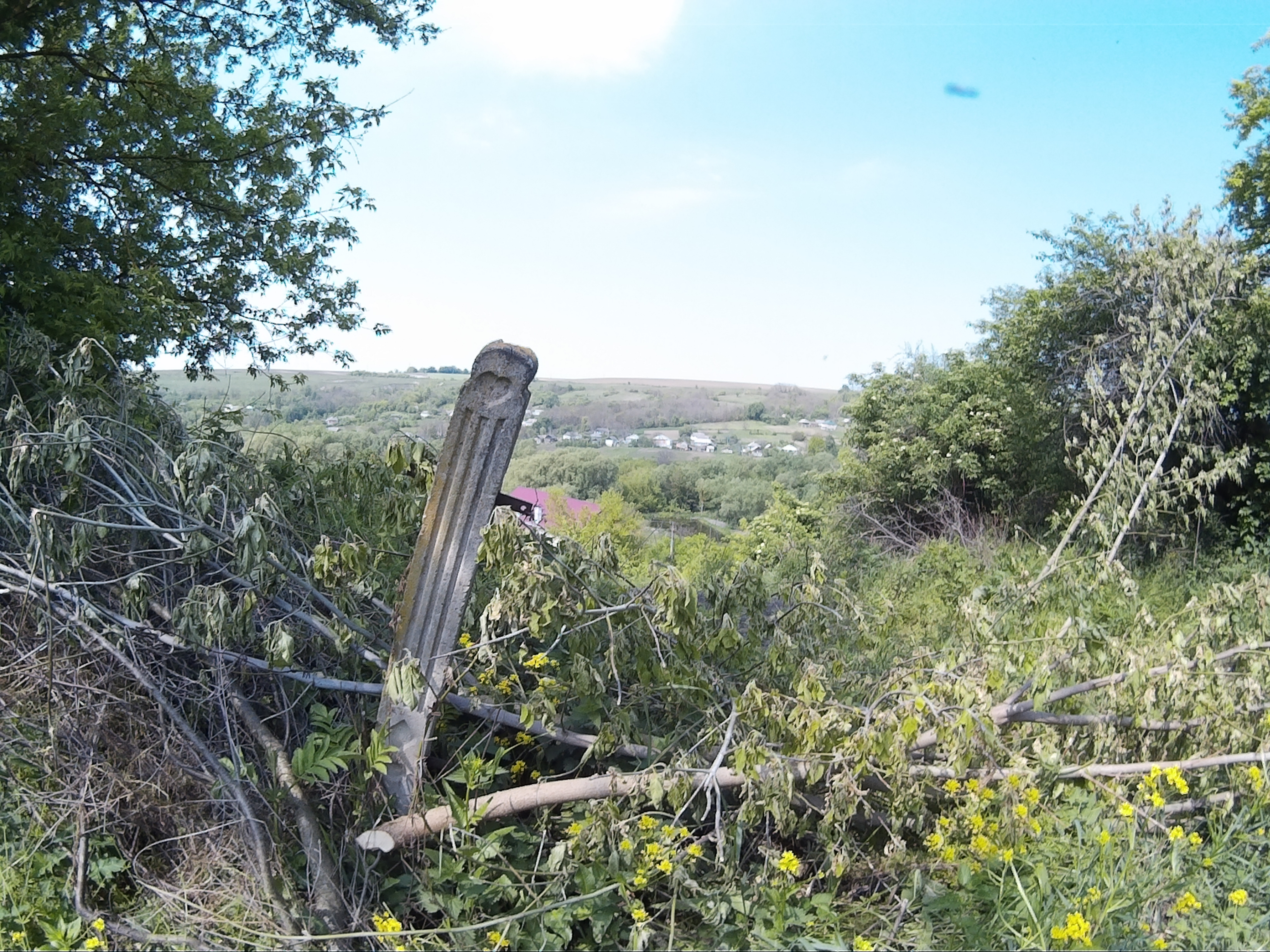
Хащі
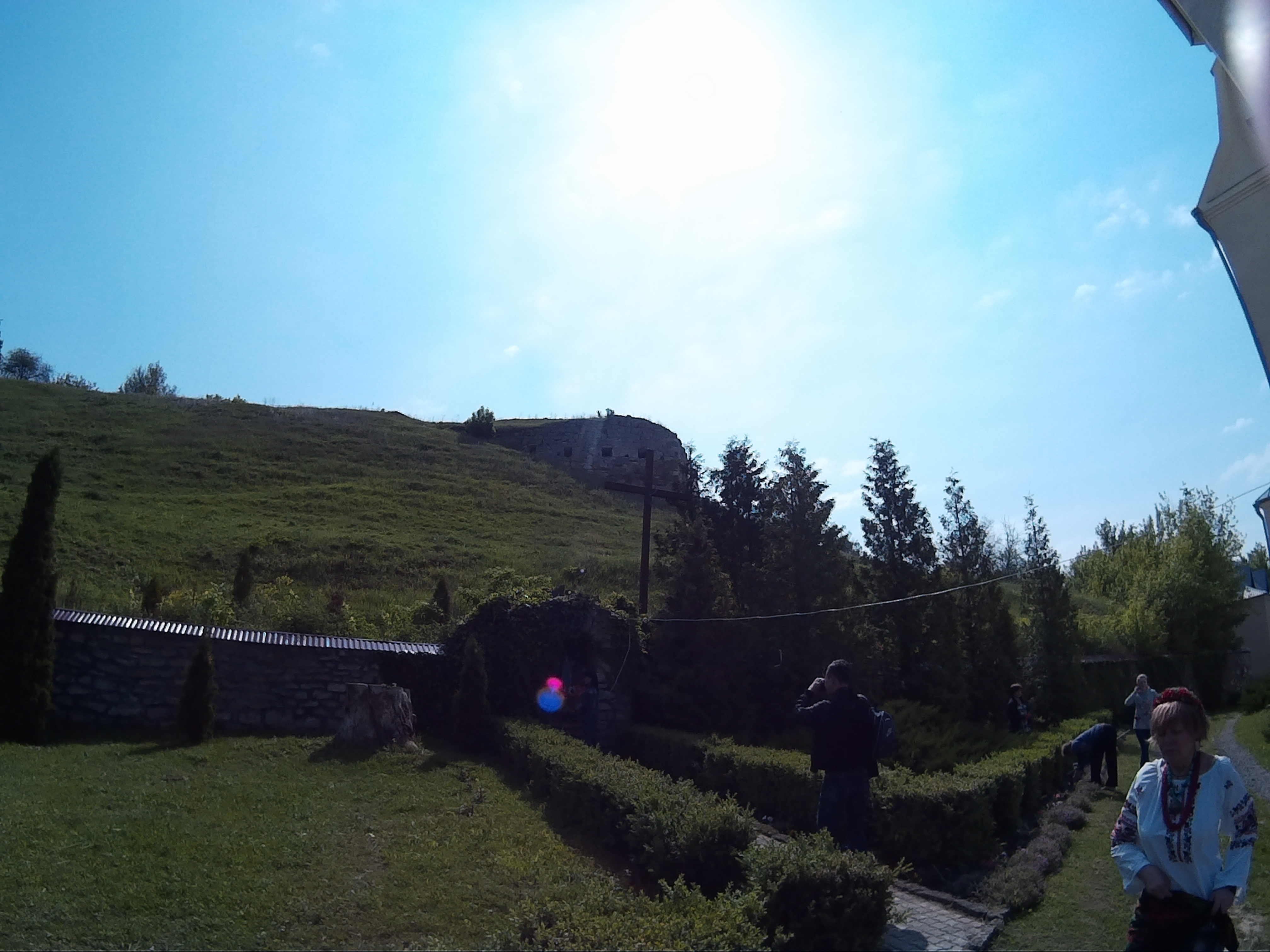
Вид з костелу на замок
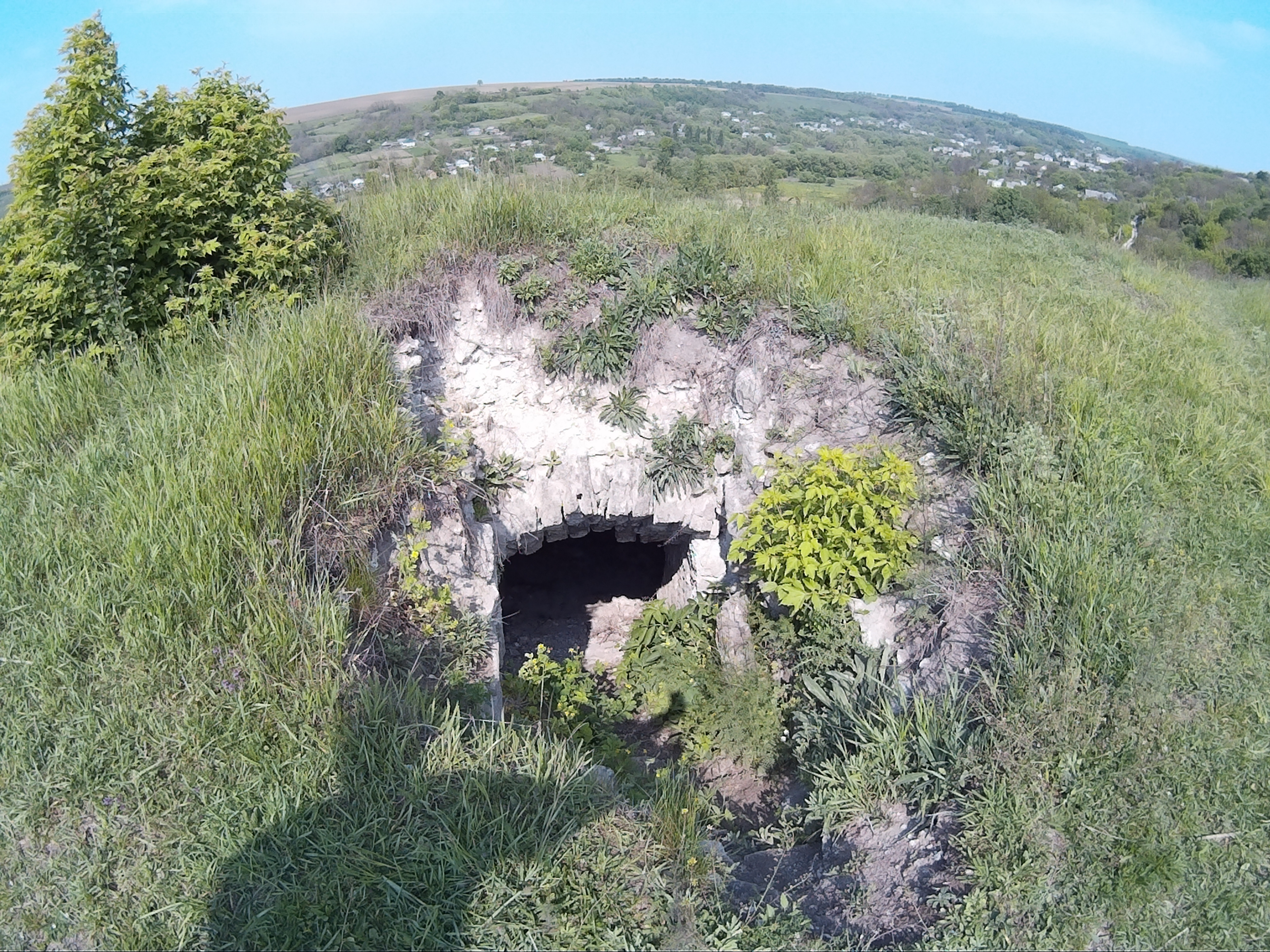
Вхід в підземелля
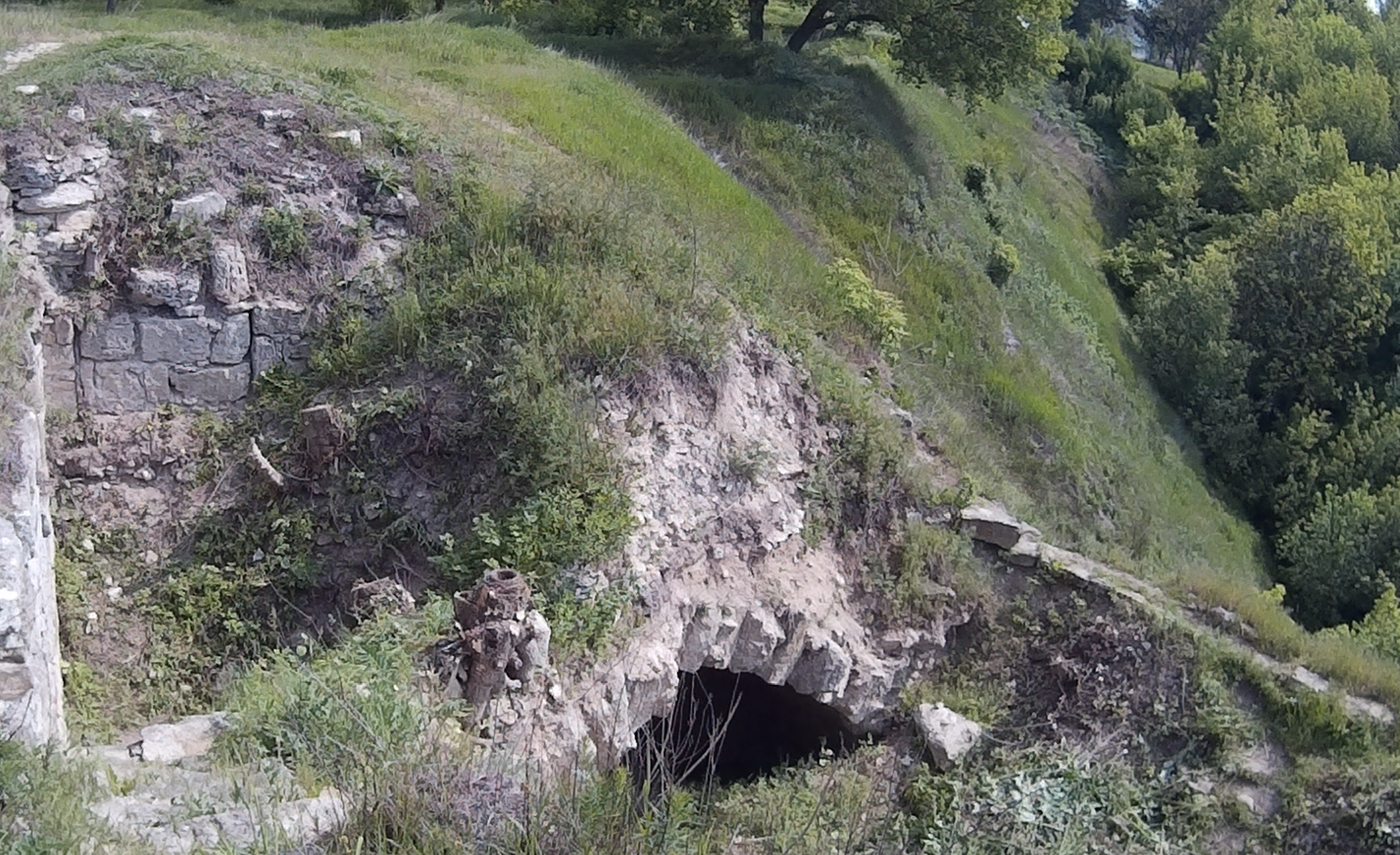
Зіньковецький замок
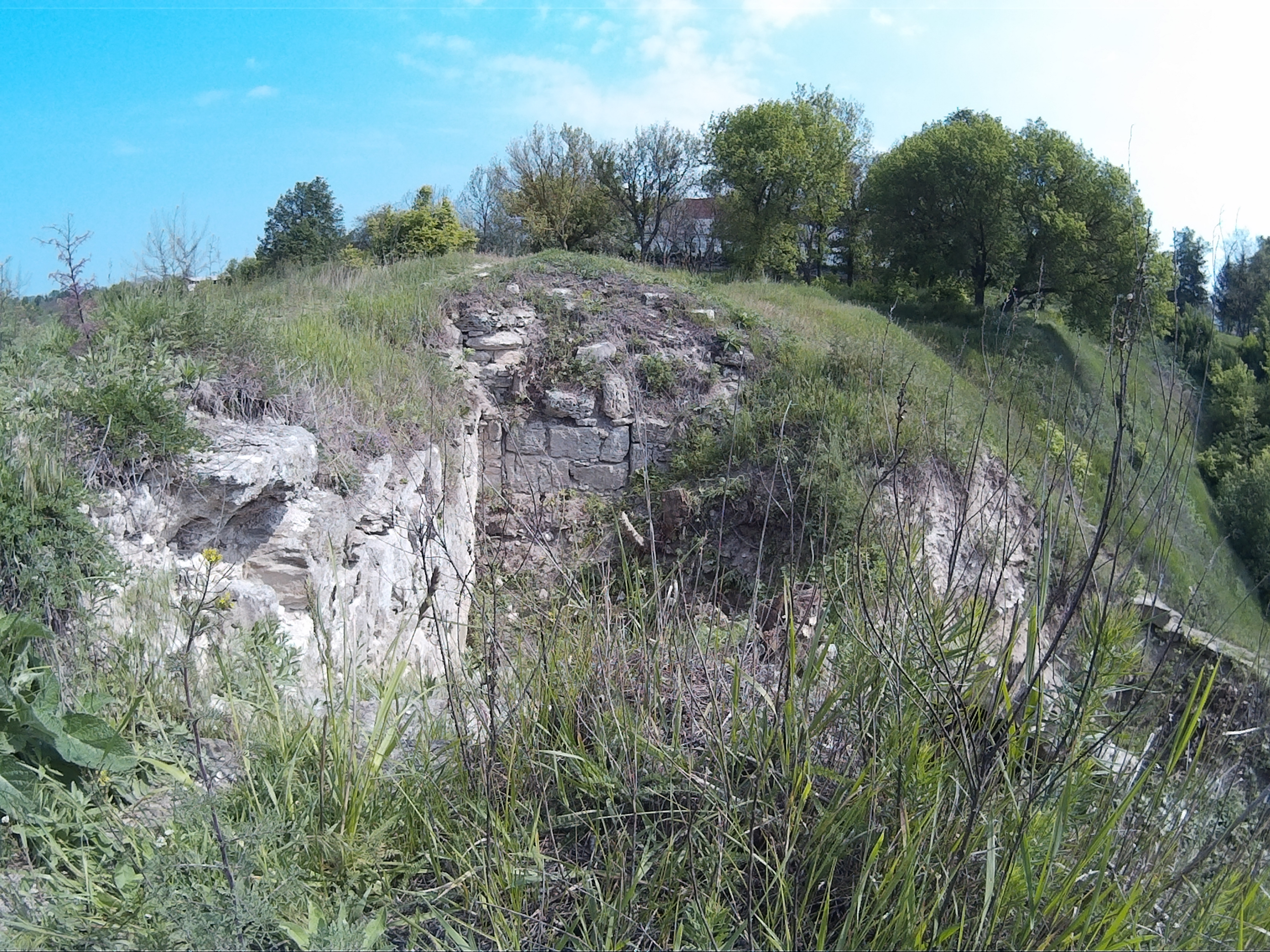
залишки башти замку
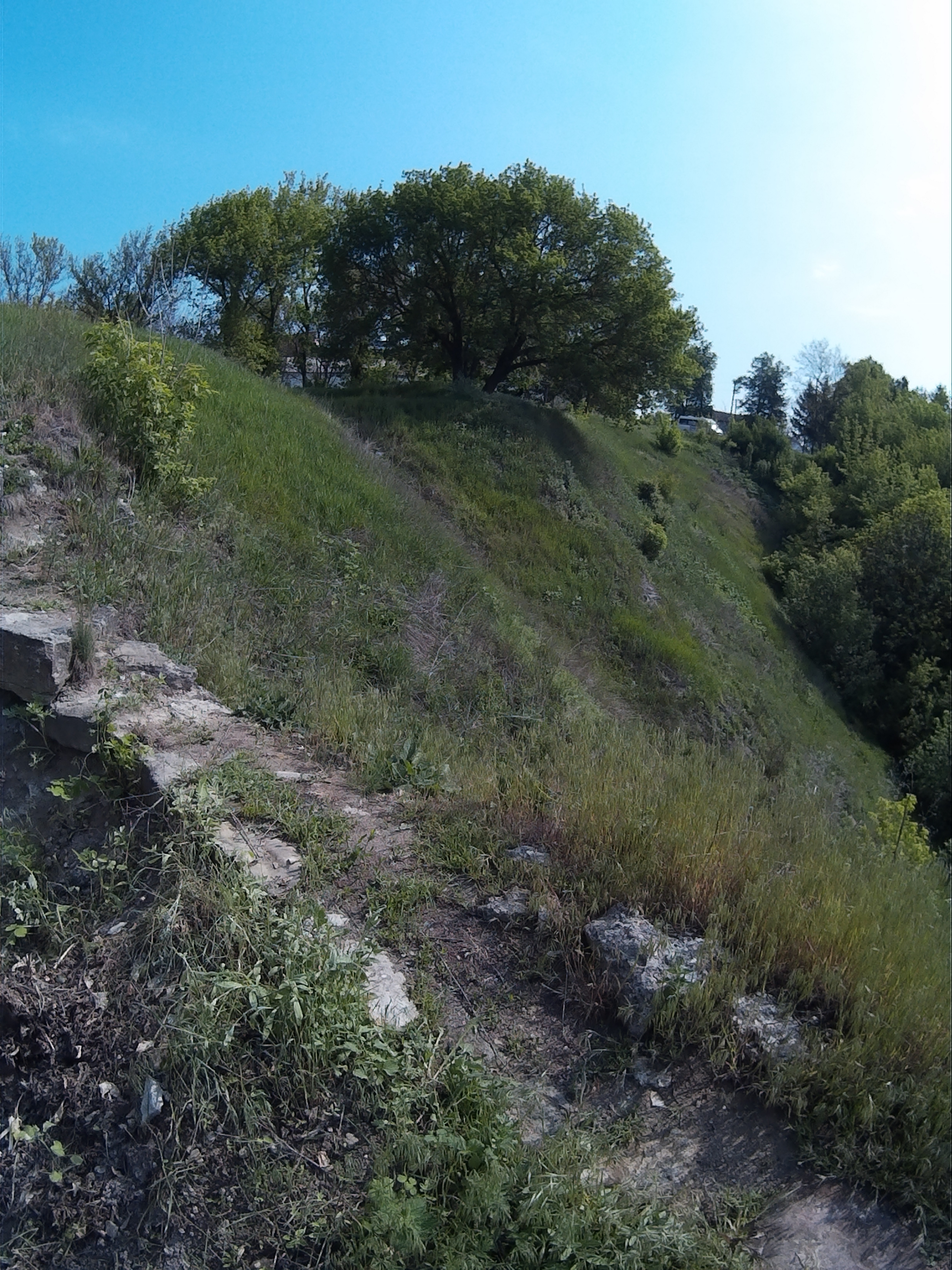
Зіньковецький замок
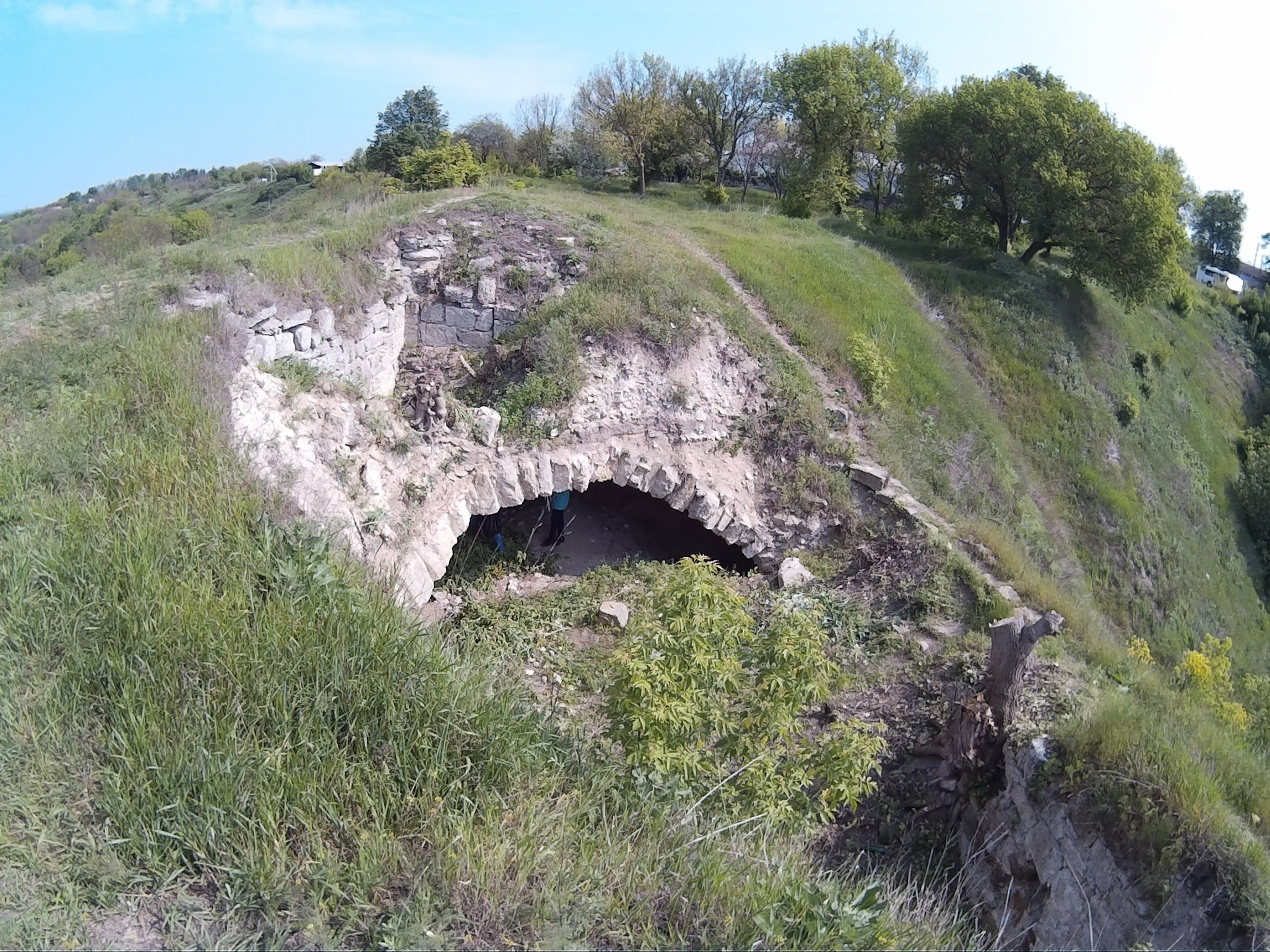
Зіньковецький замок
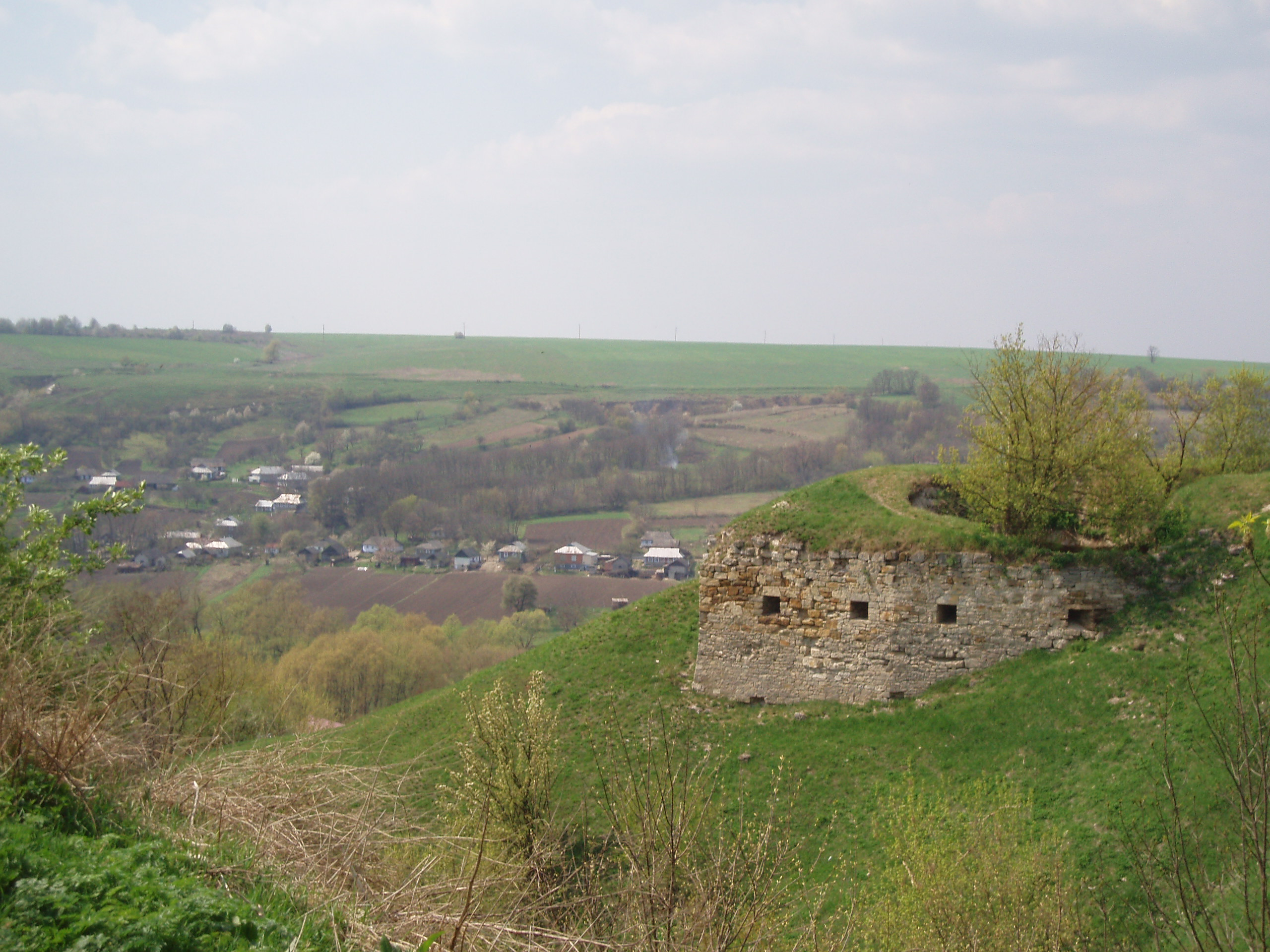
Зіньківський замок
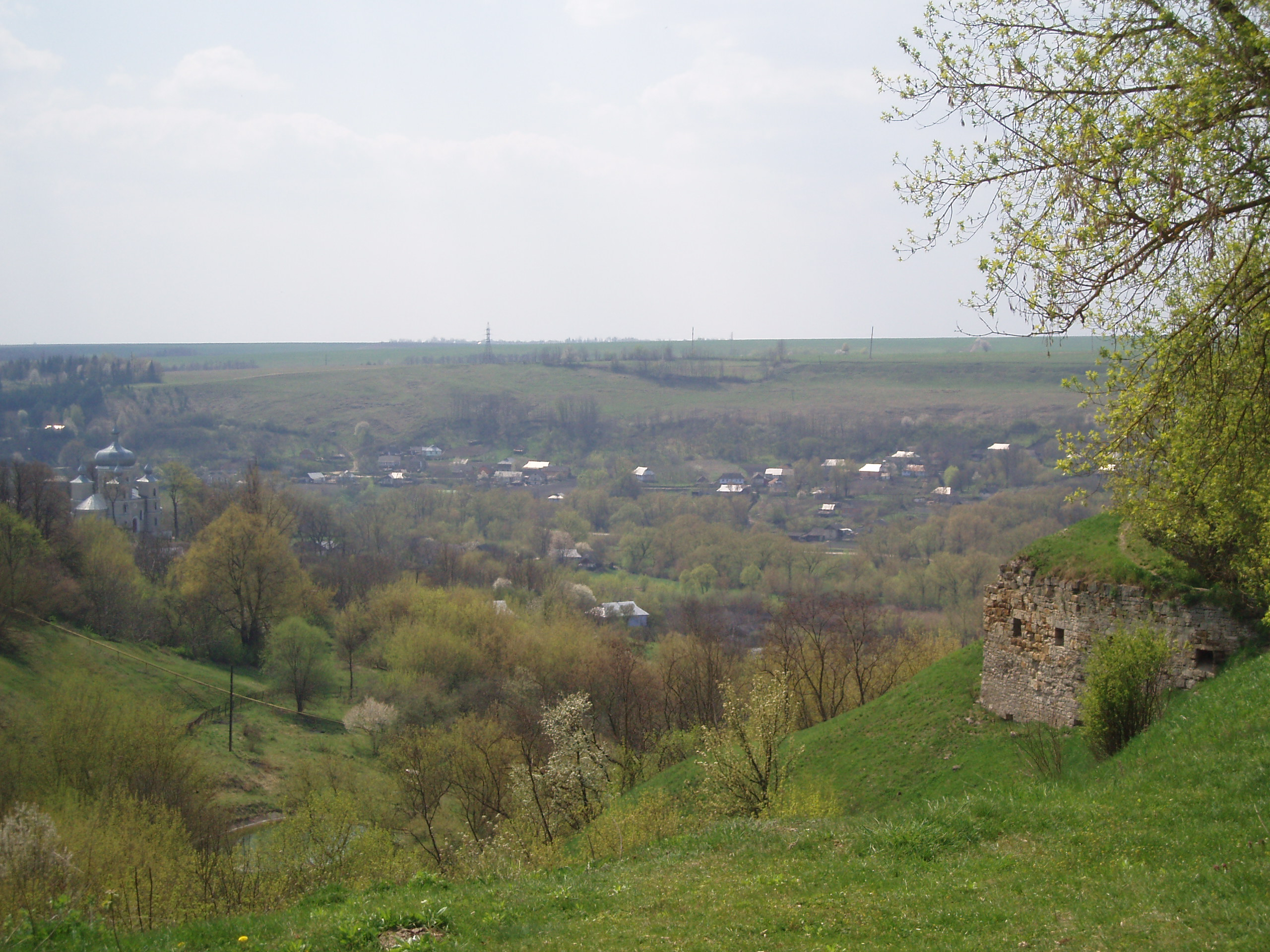
Зіньківський замок
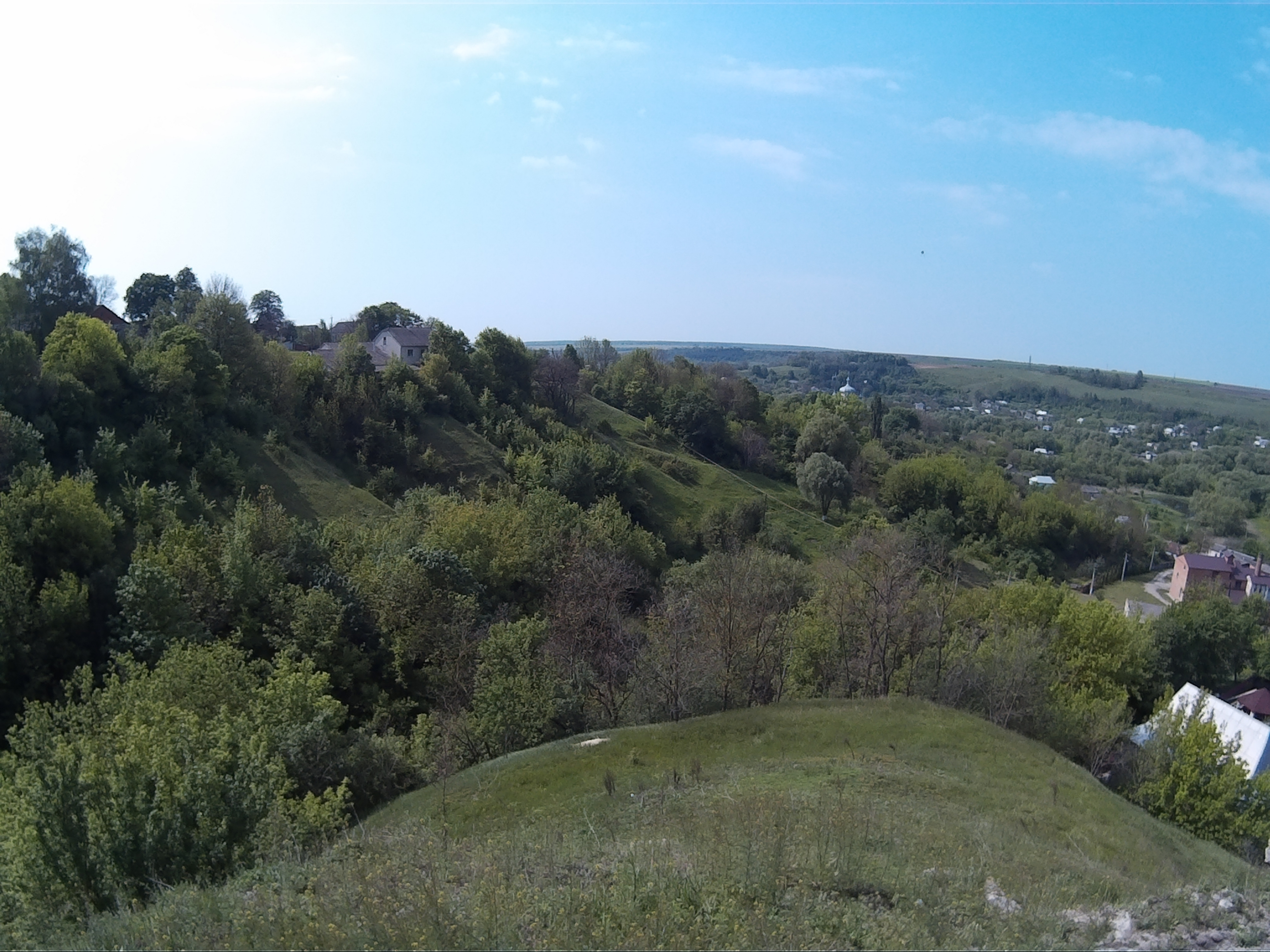
Крутий схил
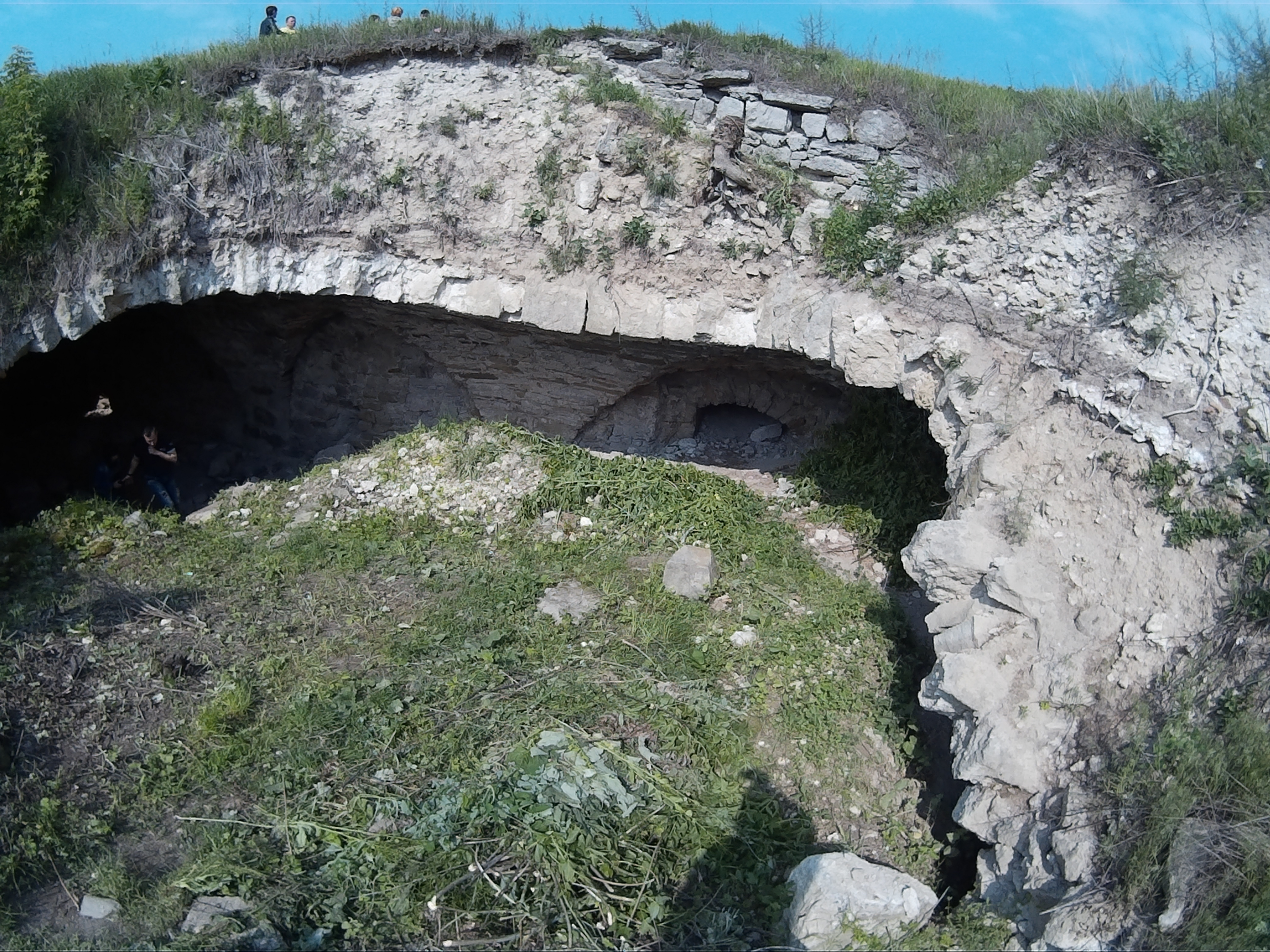
руїни
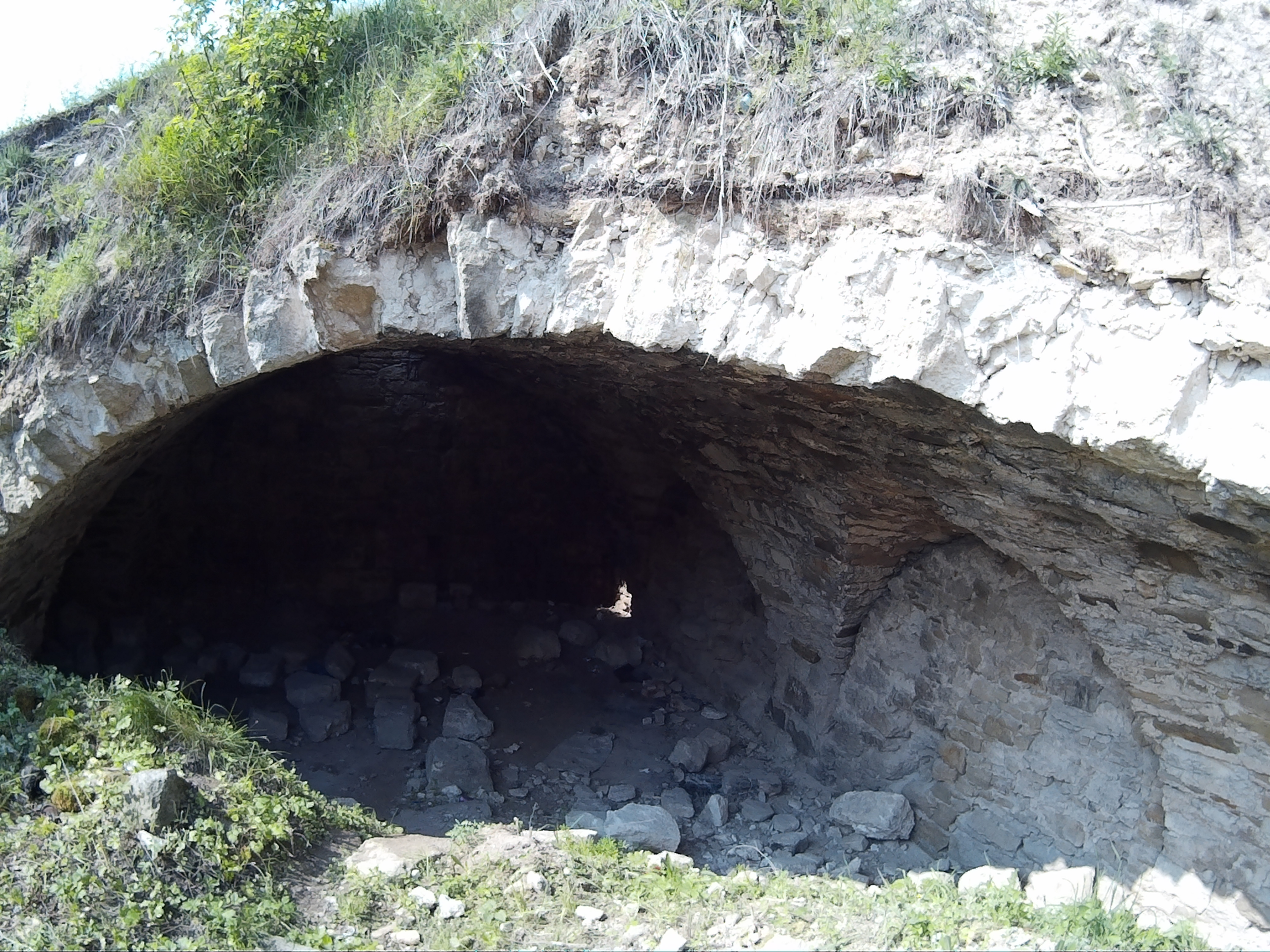
руїни
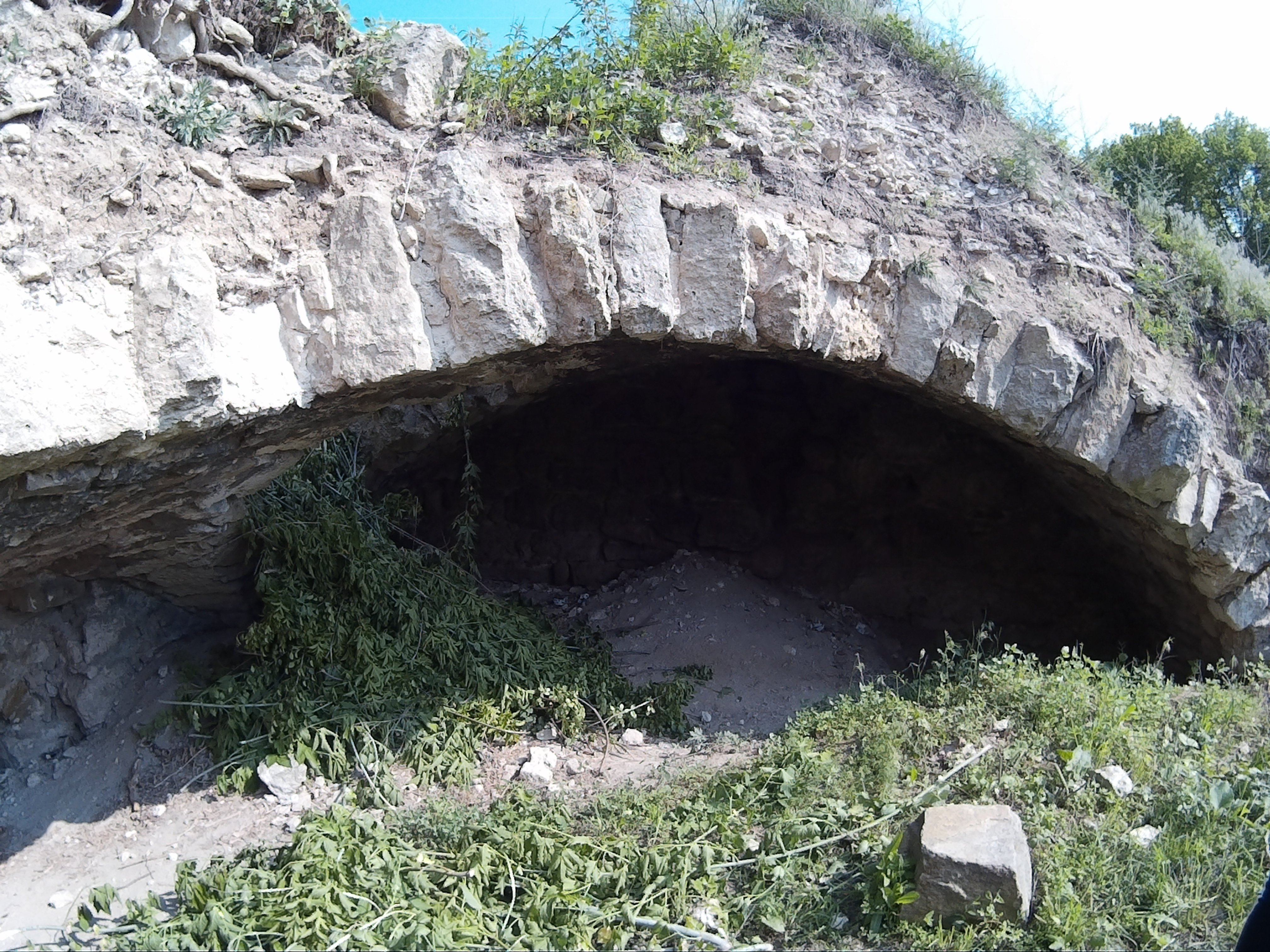
руїни
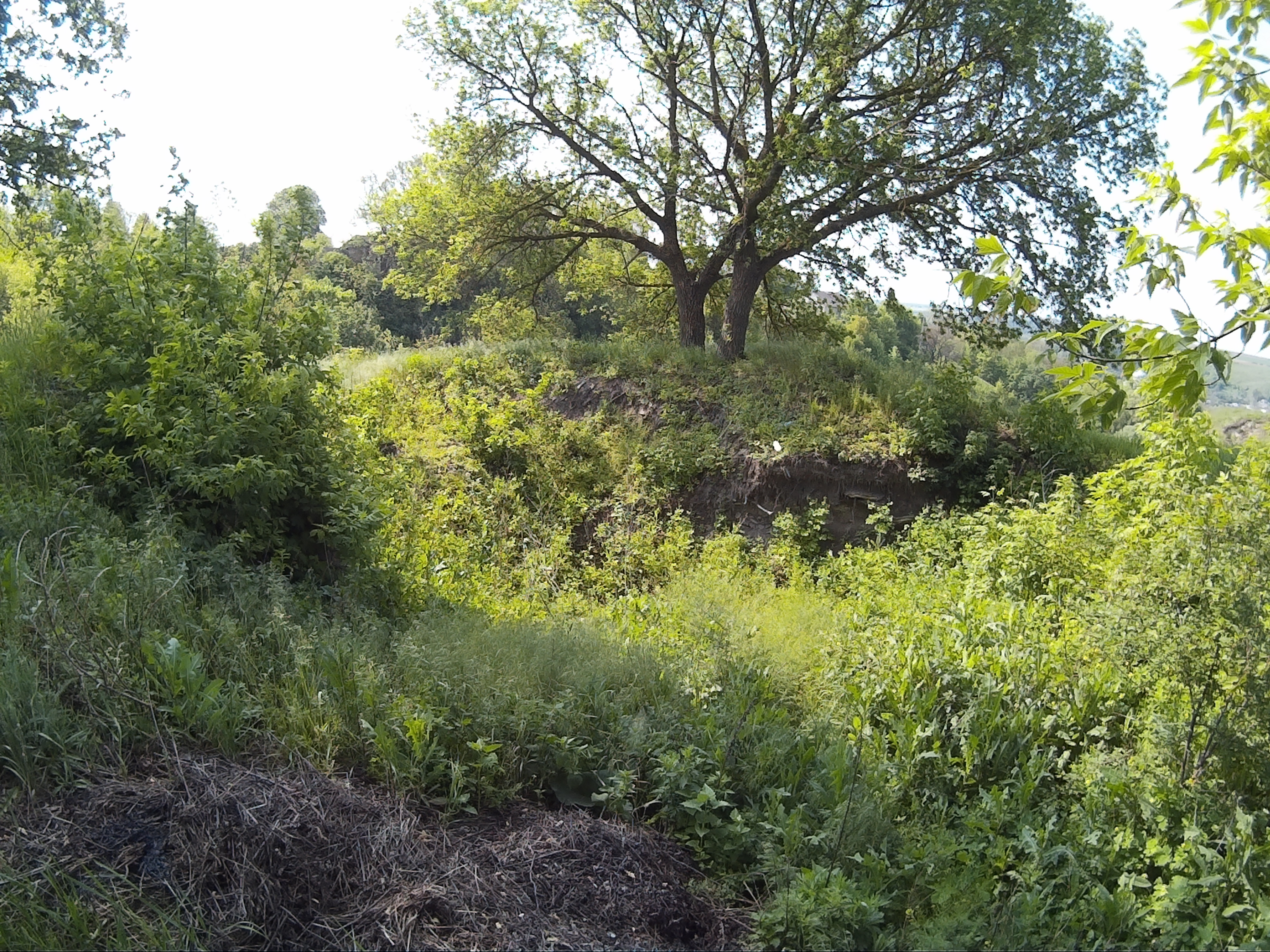
Руїни замку
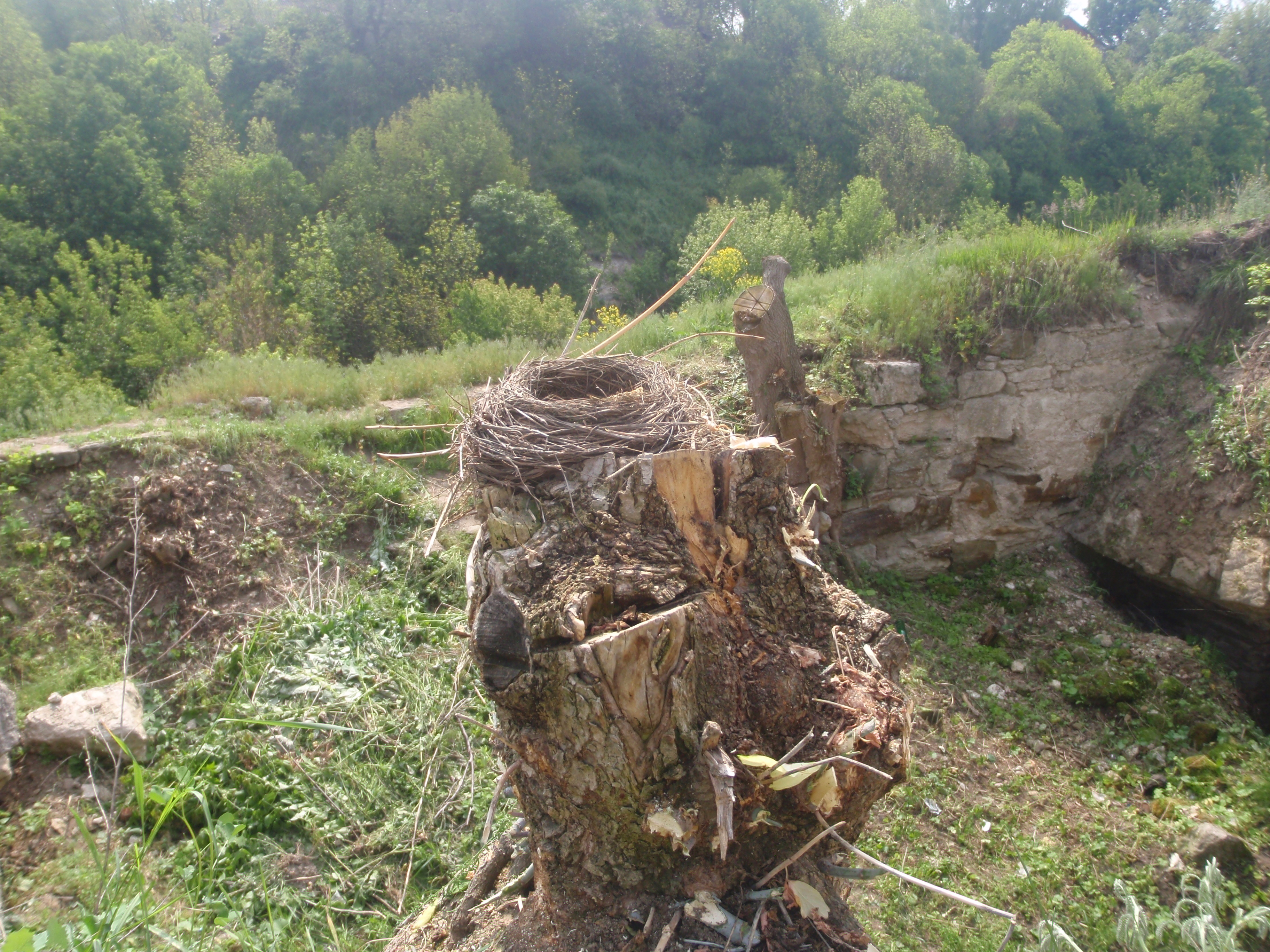
гніздо птиці